# Johann Riche
Johann Riche, né le 8 février 1977 à Gérardmer dans les Vosges, est un accordéoniste et compositeur français.

## Biographie
Johann Riche commence la musique à 7 ans grâce à son grand-père René Riche, professeur d'accordéon à Bruyères.
À 19 ans, il débute au théâtre dans la pièce À tous ceux qui de Noëlle Renaude, mise en scène par Laurent Vacher à l'occasion du festival "La Mousson d'été", dirigé par Michel Didym.
Début 1998, il rejoint la Compagnie Boomerang de Michel Didym avec laquelle il travaille sur de nombreuses pièces. Il compose entre autres la musique pour la pièce Les animaux ne savent pas qu'ils vont mourir de Pierre Desproges, mise en scène par Michel Didym et Hélène Desproges, créée en 2002 au Théâtre de la Ville,.
En 2001, il co-fonde le groupe Beltuner avec Nicolas Pautras et Pascal Müller et commence à sillonner les salles de concerts et les festivals.
En août 2004, il rencontre Jacques Higelin à l'occasion des Moussons d'été 2004 et donne un concert en duo avec ce dernier.
Le 7 avril 2005, Beltuner sort son 1er album chez ICI Label.
En 2015, il rencontre Christophe Miossec et enregistre l'album Mammifères. Il l'accompagne ensuite durant la tournée qui suit la sortie de l'album en 2016.
En 2017 il entame une collaboration avec Damien Saez autour du projet Le Manifeste et il participe aux tournées de 2017 et 2019,.
Le quatrième album de Beltuner, Promis sort en avril 2019.
En 2021, il fonde le "Johann Riche Trio" avec le bassiste Bertrand Allaume et le batteur Jérôme Roubeau. Un premier single "Diego" sort le 13 mai 2022. Le premier album du trio, "Pause" parait le 17 mars 2023 chez ICI Label.
En 2023, il repart en tournée avec Damien Saez autour du projet Apocalypse. La tournée se conclut le 9 décembre 2023 à Bercy.
Il est à nouveau en tournée avec Damien Saez pendant l'été 2024 pour une dizaine de festivals entre le 8 juin et le 6 septembre.
En 2025 il repart en tournée toujours avec Damien Saez à l'occasion de la sortie de l'album Apocalypse le 1er mars 2025. Le 7 mai 2025, il sort le single "Patience" avec le Johann Riche Trio.

## Filmographie

### Cinéma
- 2010 : Ensemble, nous allons vivre une très, très grande histoire d'amour... de Pascal Thomas : accordéoniste
- 2012 : Holy Motors de Leos Carax : accordéoniste dans l'église.

### Télévision

#### Compositeur
- 1998 : La Légende dorée de Saint Nicolas de Raymond Pinoteau
- 1999 : Les Vilains de Xavier Durringer

#### Acteur
- 2010 : Ensemble nous allons vivre une très très grande histoire d'amour... de Pascal Thomas : l'accordéoniste

## Émissions de télévision
- 2019 : Tête de l'art (ViàVosges) avec Beltuner
- 2019 : Taratata no 509 avec Christophe Miossec

## Théâtre
- 1996 : À tous ceux qui de Noëlle Renaude, mise en scène de Laurent Vacher
- 1998 : Le Miracle de György Schwajda, mise en scène de Michel Didym, Théâtre national de la Colline : typographe
- 1998 : Duo Solo, mise en scène de Hervé Haggaï
- 1999 : La Carpe et le Lapin de Géraldine Bourgue, mise en scène de Géraldine Bourgue, Théâtre de la Commune
- 1999 : Fric-Frac d'Édouard Bourdet, mise en scène de Aurore Prieto, Théâtre 13 : P'tit Louis
- 2000 : Yaacobi et Leidental de Hanoch Levin, mise en scène de Michel Didym, Festival d'Avignon, Théâtre de la Manufacture, Comédie de Saint-Étienne, Théâtre Paris-Villette
- 2003 : Les animaux ne savent pas qu'ils vont mourir de Pierre Desproges, mise en scène de Michel Didym et Hélène Desproges, Théâtre de la Manufacture, Nouveau théâtre d'Angers, Théâtre de la Croix-Rousse, Théâtre des Abbesses, Théâtre Varia : composition, direction musicale et comédien
- 2006 : Pœub ! de Serge Valletti, mise en scène de Michel Didym, Théâtre des Célestins, Théâtre de la Criée, Théâtre national de la Colline : composition et direction musicale
- 2008 : Héros-Limite de Ghérasim Luca, mise en scène de Laurent Vacher, Maison de la Poésie : composition
- 2014 : Tranchées de Laurent Vacher, mise en scène de Laurent Vacher
- 2015 : Paris, mon Amour d'Aurélie Billetdoux, mise en scène d'Aurélie Billetdoux.
- 2023 : Le BAL (Bagarre, Amour, Liberté) de Laurent Vacher, mise en scène de Laurent Vacher, Théâtre d'Homécourt : composition pour 8 accordéons et direction musicale
- 2023 : Solstices Terrassés de Paul Valet, mise en scène de Gabriel Dufay, Théâtre des Abbesses : composition
- 2024 : Comment me sentirais-je si je n avais pas vu la panthère ? d'après le texte de Vincent Munier, adaptation et mise en scène Jérôme Thibault et Luc Martin : composition

## Radio
- 2000 : Paradis Médiomatrique de Armando Llamas, France Culture, réalisé par Claude Guerre
- 2011 : Blaise Cendrars Du monde entier au cœur du monde, France Culture, réalisé par Sophie Nauleau et Cédric Aussir
- 2011 : Saltimbanques, France Culture, réalisé par Cédric Aussir
- 2012 : La Vignette de Aude Lavigne, France Culture
- 2012 : Une histoire des romans d'amour au Théâtre de la Madeleine, France Culture, réalisé par Cédric Aussir et Alexandre Plank
- 2014 : L'Europe des poètes, France Culture, réalisé par Alexandre Plank
- 2014 : La Tigresse d'Alexandra Lazarescu, France Culture, réalisé par Laurence Courtois
- 2014 : Déshonorée (un crime d'honneur en Calabre) de Saverio La Ruina, France Culture, réalisée par Laure Egoroff
- 2014 : Les Mémoires de Maigret, adaptation de Pierre Assouline, France Culture, réalisé par Laurence Courtois
- 2016 : Musiciens de rue, carte blanche à Miossec, France Inter
- 2018 : Lettre à ma mère de Pierre Assouline, France Culture, réalisé par Laurence Courtois
- 2018 : Georges Simenon, France Culture, réalisé par Laurence Courtois
- 2018 : On est pas sérieux... de Blandine Masson, Emmanuel Demarcy-Mota et Christophe Lemaire, France Culture, réalisé par Cédric Aussir